# Campionati del mondo di atletica leggera 2005 - 100 metri ostacoli
La gara dei 100 metri ostacoli femminili ai Campionati del mondo di atletica leggera di Helsinki 2005 si è svolta nelle giornate del 9 agosto (batterie), 10 agosto (semifinali) e 11 agosto (finale).

## Podio
| Posizione | Atleta                 | Paese       |
| --------- | ---------------------- | ----------- |
| Oro       | Michelle Perry         | Stati Uniti |
| Argento   | Delloreen Ennis-London | Giamaica    |
| Bronzo    | Brigitte Foster-Hylton | Giamaica    |

## Batterie

### Batteria 1
1. Michelle Perry,  Stati Uniti 12"64 Q
2. Vonette Dixon,  Giamaica 12"95 Q
3. Jenny Kallur,  Svezia 12"96 Q
4. Reïna-Flor Okori,  Francia 13"14 Q
5. Maíla Machado,  Brasile 13"21
6. Hanna Korell,  Finlandia 13"39
  - Fatmata Fofanah,  Guinea dns

### Batteria 2
1. Delloreen Ennis-London,  Giamaica 12"65 Q
2. Glory Alozie,  Spagna 12"71 Q
3. Mariya Koroteyeva,  Russia 12"73 Q
4. Ginnie Powell,  Stati Uniti 12"91 Q
5. Sarah Claxton, Regno Unito 13"17
6. Flōra Rentoumī,  Grecia 13"65
7. Jeimmy Bernárdez,  Honduras 14"78
8. Barbara Rustignoli,  San Marino 15"51

### Batteria 3
1. Perdita Felicien,  Canada 12"77 Q
2. Nadine Faustin-Parker,  Haiti 12"85 Q
3. Aurelia Trywiańska,  Polonia 12"86 Q
4. Susanna Kallur,  Svezia 12"87 Q
5. Adrianna Lamalle,  Francia 12"93 q
6. Derval O'Rourke,  Irlanda 13"00 q
7. Trecia Roberts,  Thailandia 13"93

### Batteria 4
1. Brigitte Foster-Hylton,  Giamaica 12"64 Q
2. Kirsten Bolm,  Germania 12"68 Q
3. Irina Shevchenko,  Russia 12"76 Q
4. Priscilla Lopes,  Canada 12"85 Q
5. Anay Tejeda,  Cuba 12"96 q
6. Solène Eboulabeka,  Rep. del Congo 14"66
  - Lucie Martincová,  Rep. Ceca dns

### Batteria 5
1. Joanna Hayes,  Stati Uniti 12"79 Q
2. Linda Ferga-Khodadin,  Francia 12"85 Q
3. Olena Krasovska,  Ucraina 12"86 Q
4. Angela Whyte,  Canada 12"88 Q
5. Feng Yun,  Cina 12"99 q
6. Celine Laporte,  Seychelles 14"00
  - Natalya Rusakova,  Russia dnf

## Semifinali

### Semifinale 1
1. Delloreen Ennis-London,  Giamaica 12"79 Q
2. Mariya Koroteyeva,  Russia 12"80 Q
3. Jenny Kallur,  Svezia 12"85 q
4. Perdita Felicien,  Canada 12"94
5. Anay Tejeda,  Cuba 12"95
6. Ginnie Powell,  Stati Uniti 13"02
7. Feng Yun,  Cina 13"15
  - Linda Ferga-Khodadin,  Francia dnf

### Semifinale 2
1. Brigitte Foster-Hylton,  Giamaica 12"65 Q
2. Joanna Hayes,  Stati Uniti 12"76 Q
3. Irina Shevchenko,  Russia 12"76 q
4. Olena Krasovska,  Ucraina 12"85
5. Priscilla Lopes,  Canada 12"91
6. Reïna-Flor Okori,  Francia 12"99
7. Derval O'Rourke,  Irlanda 13"23
8. Nadine Faustin-Parker,  Haiti 13"27

### Semifinale 3
1. Michelle Perry,  Stati Uniti 12"86 Q
2. Kirsten Bolm,  Germania 12"95 Q
3. Susanna Kallur,  Svezia 13"05
4. Glory Alozie,  Spagna 13"05
5. Vonette Dixon,  Giamaica 13"08
6. Aurelia Trywiańska,  Polonia 13"11
7. Angela Whyte,  Canada 13"52
8. Adrianna Lamalle,  Francia 13"60

## Finale
1. Michelle Perry,  Stati Uniti 12"66
2. Delloreen Ennis-London,  Giamaica 12"76
3. Brigitte Foster-Hylton,  Giamaica 12"76
4. Kirsten Bolm,  Germania 12"82
5. Mariya Koroteyeva,  Russia 12"93
6. Jenny Kallur,  Svezia 12"95
7. Irina Shevchenko,  Russia 12"97
  - Joanna Hayes,  Stati Uniti dnf